# NGC 196
NGC 196 es una galaxia lenticular localizada en la constelación de Cetus.